# Cruz del Levantamiento de Varsovia
La Cruz del Levantamiento de Varsovia (en polaco: Warszawski Krzyż Powstańczy) es una condecoración conmemorativa de la república Popular de Polonia establecida por la Ley del 3 de julio de 1981 como homenaje a los participantes del Levantamiento de Varsovia en 1944.
Las primeras Cruces del Levantamiento de Varsovia se otorgaron el 1 de agosto de 1981, y hasta el 8 de mayo de 1999, momento en que se anuló su concesión, se otorgaron un total de 24.691 cruces.
La insignia fue diseñada por el escultor y medallista Edward Gorol. 

## Estatuto
Esta condecoración fue otorgada a las personas que participaron activamente en el Levantamiento de Varsovia, en particular:
- Soldados de todas las formaciones insurgentes que participaron en el levantamiento.
- Miembros del Servicio Militar de Mujeres, servicio de salud insurgente, prensa e información insurgentes y otros servicios de apoyo
- Cualquier otra persona que apoyara directamente el acto insurgente.

La cruz era otorgada a ciudadanos polacos, así como a personas que, aunque no tenían ciudadanía polaca en ese momento, también lucharon del lado polaco en el Levantamiento. La Cruz también podía ser orgada a extranjeros si participaron en el Levantamiento o contribuyeron significativamente a la lucha. La Cruz se podía otorgar a título póstumo. Por lo general, los premios se otorgaban en el aniversario del levantamiento o en el Día de la Victoria (9 de mayo) (aniversario de la capitulación nazi).
A partir de 1958, el derecho a conceder la medalla se otorgó al Consejo Estatal Nacional (Krajowa Rada Narodowa), después de 1989, al Presidente de la República Popular de Polonia, y desde el 1 de enero de 1990 al Presidente de la República de Polonia. Por recomendación del:
- Ministro de Defensa Nacional: en relación con las personas en servicio militar activo y los empleados civiles empleados en unidades organizativas subordinadas al Ministro de Defensa Nacional
- Ministro de Relaciones Exteriores: en relación con los ciudadanos polacos que residen en el extranjero y los ciudadanos de otros países.
- Unión de Combatientes por la Libertad y la Democraciaː en relación con otras personas distintas a las ya mencionadas.

En 1998, se modificó la ley permitiendo que la ciudad de Varsovia fuera galardonada con la distinción.
Mediante acta de 16 de octubre de 1992, la entrega de la medalla se dio por concluida el 8 de mayo de 1999.
La medalla se lleva en el lado izquierdo del pecho, y en presencia de otras órdenes y medallas de Polonia, se coloca inmediatamente después de la Cruz del Levantamiento de la Gran Polonia. Si se usa en presencia de órdenes o medallas de la actual República de Polonia, estas últimas tienen prioridad. 

## Descripción
La Cruz Insurgente de Varsovia parece una cruz griega rectangular equilátera de 42 × 42 mm, cuyos hombros están alineados con ranuras longitudinales en la parte frontal en seis partes iguales. Estaba hecho de alpaca oxidada bañada en plata.
En el anverso de la cruz, en su parte central, hay una composición que consta de un brazalete de los participantes en el levantamiento y un ancla, el símbolo de los rebeldes polacos. El brazalete está esmaltado en blanco (mitad superior) y rojo (mitad inferior). La imagen del ancla es lisa, pulida. La fecha del comienzo del levantamiento está estampada en los brazos horizontales de la cruz: en el hombro izquierdo - I.VIII; En el hombro derecho - 1944.
El ancla es una combinación de dos letras latinas estilizadas "P" y "W" (Polska Walcząca), una encima de la otra.
En el reverso de la cruz, sobre sus hombros horizontales, hay una inscripción: “POWSTAŃCOM WARSZAWY”. La inscripción pasa a través de una corona de forma ovalada en la parte central de la cruz, formada por ramas de laurel entrelazadas.
El reverso de la cruz es granular, bordeado a lo largo del perímetro con un borde pulido liso. Todas las inscripciones e imágenes de la cruz son convexas y pulidas.

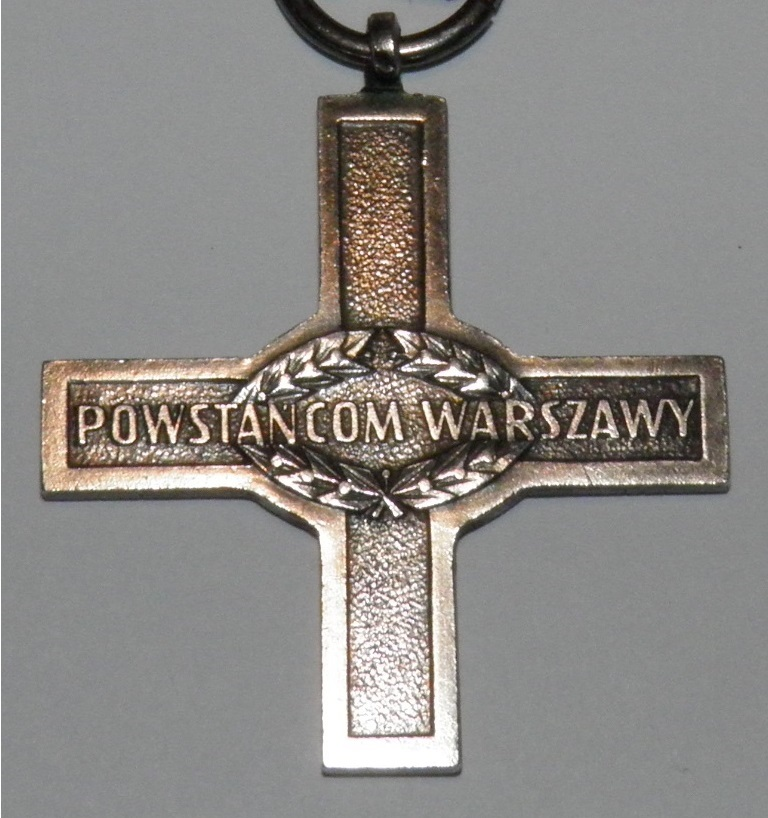
Reverso de la Cruz del Alzamiento de Varsovia

En la parte superior de la medalla hay un ojal con un anillo con el que se fija la medalla a la cinta. El anillo que conecta la cruz con la cinta está cubierto con un adorno en la parte frontal. La cinta de la medalla es un muaré de seda multicolor de 40 mm de ancho. En el medio de la cinta hay dos franjas longitudinales de color blanco y rojo, cada una de 7 mm de ancho. A cada lado de ellos hay franjas alternas de azul y negro (tres azules y dos negros). El ancho de las rayas azules es de 3 mm, de las negras, de 2 mm.